# Eresina corynetes
Eresina corynetes är en fjärilsart som beskrevs av Grose-smith och Kirby 1890. Eresina corynetes ingår i släktet Eresina och familjen juvelvingar. Inga underarter finns listade i Catalogue of Life.